# Cephalodella dora
Cephalodella dora är en hjuldjursart som beskrevs av Wulfert 1961. Cephalodella dora ingår i släktet Cephalodella och familjen Notommatidae. Inga underarter finns listade i Catalogue of Life.